# The Hungarian Nabob
The Hungarian Nabob è un film muto del 1915 diretto da Travers Vale. Prodotto dalla Biograph, il film si basa su Egy Magyar Nábob, un romanzo di Mór Jókai pubblicato a Budapest nel 1889.

## Produzione
Il film fu prodotto dalla Biograph Company.

## Distribuzione
Il copyright del film, richiesto dalla Biograph Co., fu registrato il 24 novembre 1915 con il numero LP7048.
Distribuito dalla General Film Company, il film uscì nelle sale cinematografiche statunitensi il 1º dicembre 1915. Non si conoscono copie ancora esistenti della pellicola che viene considerata presumibilmente perduta.